# Adolphe Braun

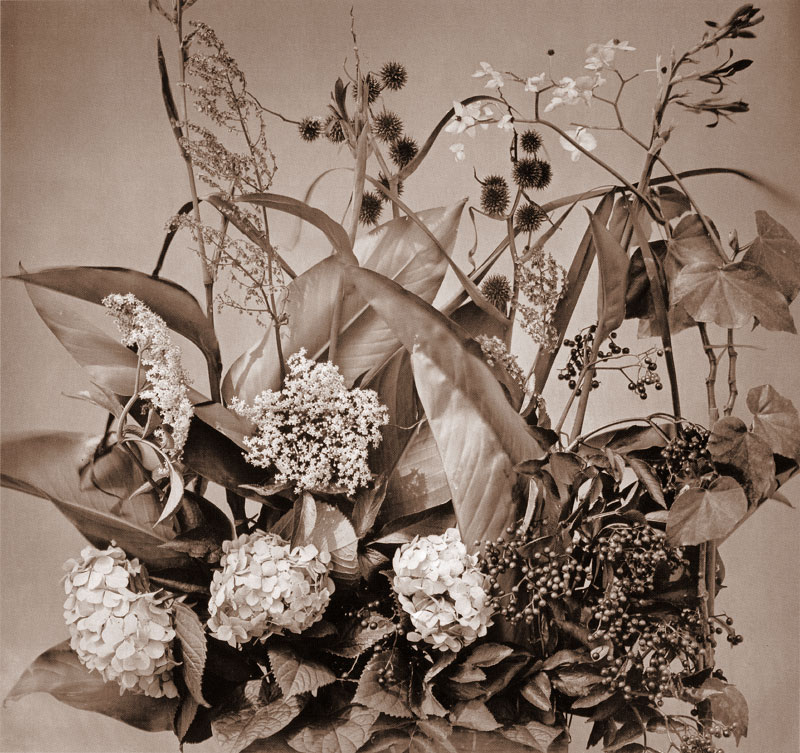
Estudio de bodegón de Adolphe Braun realizado hacia 1855

Adolphe Braun (Besanzón, 13 de junio de 1812-Dornach (Mulhouse), 31 de diciembre de 1877) fue un fotógrafo y diseñador textil francés, uno de los pioneros de la fotografía y posiblemente la primera persona que la utilizó en relación con la producción textil. También fue uno de los primeros fotógrafos en dedicarse a la reproducción de obras de arte.

## Biografía
La vida laboral de Adolphe Braun comenzó trabajando como dibujante y diseñador en una industria textil de Mulhouse (Alsacia), pero tempranamente, en 1847, cambió su profesión principal a la fotografía, abriendo en 1850 su propio estudio, en el barrio de Dornach (Mulhouse), que acabó llamando Braun y Cía.
En 1868 amplió su negocio abriendo otro estudio en París y comenzó a viajar por Europa realizando paisajes y edificios de los lugares que visitaba, llegando a realizar panorámicas en gran formato. Más tarde varió el destino de sus tomas fotográficas y se dedicó a la reproducción de obras de arte: pinturas, dibujos, grabados, litografías y esculturas.
Gracias a sus reproducciones de obras de arte consiguió un gran prestigio y se convirtió en uno de los fotógrafos más importantes del siglo XIX.
Realizó numerosas exposiciones y recibió gran cantidad de premios.
También fue un brillante retratista, siendo uno de los artistas de la corte de Napoleón III. En este sentido fue uno de los primeros autores en usar una modelo de modo sistemático, como realizó con Virgina Oldoini, condesa de Castiglione, sobre la cual editó un libro con casi 300 retratos en 1856.
En 1869 fue invitado a fotografiar la inauguración del Canal de Suez, en Egipto.
Durante la guerra franco-prusiana Adolphe Braun fotografió la destrucción, especialmente de puentes. Posteriormente hizo un importante trabajo documental durante la construcción de la línea de tren Gotthardbahn y su túnel Gotthard-Scheitel, en Suiza.
Tras su muerte su negocio y su obra quedaron en manos de su hijo Gaston Braun. Este convirtió la empresa en una imprenta que se dedicó a la reproducción de arte, alimentándose de un modo importante de la obra de su padre, aunque no exclusivamente. En 1889 cambió su nombre a "Braun, Clément y Cía", aunque en el año 1910 volvió a ser Braun y Cía.
Algunas de sus imágenes fueron usadas en su momento por artistas contemporáneos hoy en día muy conocidos, como hizo Gustave Courbet en uno de sus óleos, que incluso tituló del mismo modo que la fotografía de Braun: Le Chateau de Chillon (1867).